# David di Donatello 2012
La 57a edició dels premis David di Donatello, concedits per l'Acadèmia del Cinema Italià va tenir lloc el 4 de maig de 2012 a l'Auditorium Conciliazione de Roma. La gala fou transmesa per RaiSat en directe i en diferit per Rai Uno. Les candidatures es van fer públiques el 12 d’abril.

## Guanyadors

### Millor pel·lícula
- Cesare deve morire, dirigida per Paolo e Vittorio Taviani
- Habemus Papam, dirigida per Nanni Moretti
- Romanzo di una strage, dirigida per Marco Tullio Giordana
- Terraferma, dirigida per Emanuele Crialese
- This Must Be the Place, dirigida per Paolo Sorrentino

### Millor director
- Paolo e Vittorio Taviani - Cesare deve morire
- Nanni Moretti - Habemus Papam
- Ferzan Özpetek - Magnifica presenza
- Marco Tullio Giordana - Romanzo di una strage
- Emanuele Crialese - Terraferma
- Paolo Sorrentino - This Must Be the Place

### Millor director novell
- Francesco Bruni - Scialla! (Stai sereno)
- Stefano Sollima - ACAB - All Cops Are Bastards
- Alice Rohrwacher - Corpo celeste
- Andrea Segre - Io sono Li
- Guido Lombardi - Là-bas - Educazione criminale

### Millor argument
- Paolo Sorrentino i Umberto Contarello - This Must Be the Place
- Paolo e Vittorio Taviani amb la col·laboració de Fabio Cavalli - Cesare deve morire
- Nanni Moretti, Francesco Piccolo i Federica Pontremoli - Habemus Papam
- Marco Tullio Giordana, Sandro Petraglia i Stefano Rulli - Romanzo di una strage
- Francesco Bruni - Scialla! (Stai sereno)

### Millor productor
- Grazia Volpi - Cesare deve morire
- Nanni Moretti i Domenico Procacci - Habemus Papam
- Francesco Bonsembiante - Io sono Li
- Riccardo Tozzi, Giovanni Stabilini i Marco Chimenz - Romanzo di una strage
- Nicola Giuliano, Andrea Occhipinti i Francesca Cima - This Must Be the Place

### Millor actriu
- Zhao Tao - Io sono Li
- Valeria Golino - La kryptonite nella borsa
- Claudia Gerini - Il mio domani
- Micaela Ramazzotti - Posti in piedi in paradiso
- Donatella Finocchiaro - Terraferma

### Millor actor
- Michel Piccoli - Habemus Papam
- Elio Germano - Magnifica presenza
- Marco Giallini - Posti in piedi in paradiso
- Valerio Mastandrea - Romanzo di una strage
- Fabrizio Bentivoglio - Scialla! (Stai sereno)

### Millor actriu no protagonista
- Michela Cescon - Romanzo di una strage
- Anita Caprioli - Corpo celeste
- Margherita Buy - Habemus Papam
- Cristiana Capotondi - La kryptonite nella borsa
- Barbora Bobuľová - Scialla! (Stai sereno)

### Millor actor no protagonista
- Pierfrancesco Favino - Romanzo di una strage
- Marco Giallini - ACAB - All Cops Are Bastards
- Renato Scarpa - Habemus Papam
- Giuseppe Battiston - Io sono Li
- Fabrizio Gifuni - Romanzo di una strage

### Millor músic
- David Byrne - This Must Be the Place
- Umberto Scipione - Benvenuti al Nord
- Giuliano Taviani i Carmelo Travia - Cesare deve morire
- Franco Piersanti - Habemus Papam
- Pasquale Catalano - Magnifica presenza

### Millor cançó original
- If It Falls, It Falls de David Byrne (música) i Will Oldham (lletra), interpretada per Michael Brunnock - This Must Be the Place
- Sometimes d'Umberto Scipione (música) i Alessia Scipione (lletra), interpretada per Alessia Scipione - Benvenuti al Nord
- Gitmem daha de Sezen Aksu i Pasquale Catalano (música), Yildirim Turker (lletra), interpretada per Sezen Aksu - Magnifica presenza
- Therese de Gaetano Curreri i Andrea Fornili (música), lletra de Angelica Caronia, Gaetano Curreri i Andrea Fornili (lletra), interpretada per Angelica Ponti - Posti in piedi in paradiso
- Scialla! d'Amir Issaa & Caesar Productions (música, lletra i interpretació) - Scialla! (Stai sereno)

### Millor fotografia
- Luca Bigazzi - This Must Be the Place
- Paolo Carnera - ACAB - All Cops Are Bastards
- Simone Zampagni - Cesare deve morire
- Alessandro Pesci - Habemus Papam
- Roberto Forza - Romanzo di una strage

### Millor escenografia
- Paola Bizzarri - Habemus Papam
- Francesco Frigeri - L'industriale
- Andrea Crisanti - Magnifica presenza
- Giancarlo Basili - Romanzo di una strage
- Stefania Cella - This Must Be the Place

### Millor vestuari
- Lina Nerli Taviani - Habemus Papam
- Rossano Marchi - La kryptonite nella borsa
- Alessandro Lai - Magnifica presenza
- Francesca Livia Sartori - Romanzo di una strage
- Karen Patch - This Must Be the Place

### Millor maquillatge
- Luisa Abel - This Must Be the Place
- Manlio Rocchetti - ACAB - All Cops Are Bastards
- Maurizio Fazzini - La kryptonite nella borsa
- Ermanno Spera - Magnifica presenza
- Enrico Iacoponi - Romanzo di una strage

### Millor perruqueria
- Kim Santantonio - This Must Be the Place
- Carlo Barucci - Habemus Papam
- Mauro Tamagnini - La kryptonite nella borsa
- Francesca De Simone - Magnifica presenza
- Ferdinando Merolla - Romanzo di una strage

### Millor muntatge
- Roberto Perpignani - Cesare deve morire
- Patrizio Marone - ACAB - All Cops Are Bastards
- Esmeralda Calabria - Habemus Papam
- Francesca Calvelli - Romanzo di una strage
- Cristiano Travaglioli - This Must Be the Place

### Millor enginyer de so directe
- Benito Alchimede e Brando Mosca - Cesare deve morire
- Gilberto Martinelli - ACAB - All Cops Are Bastards
- Alessandro Zanon - Habemus Papam
- Fulgenzio Ceccon - Romanzo di una strage
- Ray Cross e William Sarokin - This Must Be the Place

### Millors efectes especials visuals
- Stefano Marinoni i Paola Trisoglio (Visualogie) - Romanzo di una strage
- Palantir Digital Media - L'arrivo di Wang
- Mario Zanot (Storyteller) - Habemus Papam
- Stefano Marinoni i Paola Trisoglio (Visualogie), Rodolfo Migliari (Chromatica) - This Must Be the Place
- Rainbow CGI - L'ultimo terrestre

### Millor documental
- Tahrir Liberation Square, dirigida per Stefano Savona
- Il castello, regia Massimo D'Anolfi e Martina Parenti
- Lasciando la baia del re, dirigida per Claudia Cipriani
- Pasta nera, dirigida per Alessandro Piva
- Polvere - Il grande processo dell'amianto, dirigida per Niccolò Bruna e Andrea Prandstraller
- Zavorra, dirigida per Vincenzo Mineo

### Millor curtmetratge
- Dell'ammazzare il maiale, dirigida per Simone Massi
- Ce l'hai un minuto?, dirigida per Alessandro Bardani e Luca Di Prospero
- Cusutu n' coddu - Cucito addosso, dirigida per Giovanni La Pàrola
- L'estate che non viene, dirigida per Pasquale Marino
- Tiger Boy, dirigida per Gabriele Mainetti

### Millor pel·lícula de la Unió Europea
- Intocable (Intouchables), dirigida per Olivier Nakache i Éric Toledano
- Carnage, dirigida per Roman Polański
- Melancolia, dirigida per Lars von Trier
- Le Havre (Le Havre), dirigida per Aki Kaurismäki
- The Artist, dirigida per Michel Hazanavicius

### Millor pel·lícula estrangera
- Nader i Simin, una separació (Jodái-e Náder az Simin), dirigida per Asghar Farhadi
- Drive, dirigida per Nicolas Winding Refn
- Hugo Cabret (Hugo), dirigida per Martin Scorsese
- Els idus de març (The Ides of March), dirigida per George Clooney
- The Tree of Life, dirigida per Terrence Malick

### Premi David Jove
- 20 sigarette, dirigida per Aureliano Amadei
- Benvenuti al Sud, dirigida per Luca Miniero
- Noi credevamo, dirigida per Mario Martone
- Un altro mondo, dirigida per Silvio Muccino
- Vallanzasca - Gli angeli del male, dirigida per Michele Placido

### David especial
- Ettore Scola a la carrera
- Claudio Bonivento a la carrera